# Sacrifice (groupe)
Pour les articles homonymes, voir Sacrifice (homonymie).
Sacrifice est un groupe canadien de thrash metal, originaire de Toronto, en Ontario. Le groupe est formé par les guitaristes Rob Urbinati et Joe Rico en 1983. Sacrifice a joué un rôle important dans la scène heavy metal underground torontoise des années 1980, et s'est popularisé grâce à quatre albums studio avant de se séparer en 1993. Après leur concert de retour en 2006, ils font paraître un cinquième album, The Ones I Condemn, au label brésilien Marquee Records en 2009.

## Biographie

### Première période (1983–1993)
Les guitaristes Rob Urbinati et Joe Rico décident de former un groupe de heavy metal en 1983, en jouant des reprises de leurs chansons préférées. Ils recrutent l'ami de Rico, Scott Watts, à la basse, et Andrew Banks à la batterie, qui a été remplacé par Craig Boyle. Le chanteur John Baldy, un ami de Boyle, se joint également au groupe. Ensemble, ils enregistrent des cassettes audio avec leur première chanson originale Turn in Your Grave et plusieurs reprises de chansons originellement composées par des groupes comme Black Sabbath, Metallica, et Judas Priest.
Début 1985, la majeure partie du groupe décide de prendre une nouvelle direction musicale plus rapide et heavy avec Urbinati au chant, mais dans le besoin d'un nouveau batteur. Ernst Flach endosse ce rôle avant de quitter le groupe. Gus Pynn contacte le groupe puis, après audition, est recruté en tant que batteur permanent. Leur line-up au complet, le marchand de disques Brian Taylor approche Sacrifice et le groupe Slaughter pour financer leur démos en échange des bénéfices des ventes. Les deux groupes acceptent, et Sacrifice fait paraître leur démo du titre The Exorcism et de nouvelles chansons. Plus tard la même année, Sacrifice joue à Toronto à la première tournée nord-américaine d'Exodus. Sacrifice attribue leur popularité dans la scène metal underground torontoise grâce à ce concert. De ce fait, le groupe signe au label Diabolic Force. Printemps 1985, le groupe entre au studio Future Sound pour y enregistrer leur premier album Torment in Fire. L'album est commercialisé la même année au Canada par Diabolic Force, et en 1986 par Metal Blade Records aux États-Unis, et Roadrunner Records en Europe. L'album paru, le groupe se met à composer de nouvelles chansons et les termine en 1985. En juillet 1986, le groupe enregistre une nouvelle démo au studio Open Sound. Elle suit d'une apparition à Kitchener, aux côtés de Megadeth et King Diamond. En septembre, ils jouent à Québec, et au festival No Speed Limit de Montréal, aux côtés de Possessed, Voivod, D.R.I. et Agnostic Front. En novembre 1986, Sacrifice joue aux côtés de Slayer à leur tournée Reign in Blood au Concert Hall de Toronto.
En janvier 1987, la première apparition du groupe hors des frontières canadiennes se déroule à Détroit et Chicago. Plusieurs apparitions au Canada suivent cette même année. Le groupe entre au studio Grant Avenue de Hamilton, pour y enregistrer leur album Forward to Termination. Il est de nouveau commercialisé par Diabolic Force, Metal Blade et Roadrunner Records. Un vidéoclip du titre Re-Animation a également été réalisé. S'ensuit du festival Milwaukee Metal Festival en juillet 1987, aux côtés de groupes tels que Death Angel, Trouble et King Diamond. En novembre 1987, ils participent au Nuclear Assault. Ils apparaissent ensuite à Ottawa, Québec et Montréal en décembre la même année. En décembre 1988, le groupe part en studio pour y enregistrer une nouvelle démo ; le bassiste Scott Watts joue de la guitare électrique dans quelques chansons. Quelques jours après, Sacrifice joue aux côtés des Goo Goo Dolls et de Motörhead, à Buffalo et Rochester. En 1989, le groupe fait paraître une autre démo. Quelques mois après, le groupe entre aux Phase One Studios de Toronto pour y enregistrer un nouvel album. Il est produit par Joe Primeau et Brian Taylor. De nouveau distribué par Diabolic Force, l'album, paru le 5 mars 1991, est intitulé Soldiers of Misfortune. Ils font également paraître un vidéoclip du titre S.O.M.. Il suit en fin d'année d'une tournée avec Razor. Le batteur Gus Pynn quitte le groupe et est remplacé par Mike Rosenthal, ancien membee de Dark Legion.
En 1991, le groupe part en tournée américaine avec le groupe britannique Bolt Thrower et le groupe de thrash américain Believer. En 1993, Sacrifice retourne aux Phase One Studios pour enregistrer l'album Apocalypse Inside distribué par Metal Blade Records. Il est coproduit par Dave Carlo (guitariste de Razor). Ce même été, le bassiste Scott Watts se sépare du groupe et se voit replacer par Kevin Wimberley. Après une tournée américaine aux côtés du groupe Death, Sacrifice se sépare.
Urbinati joue aux côtés du groupe Interzone (avec Wimberley), Tenet (en 2002), et War Amp (en 2005). En 2004, le label brésilien Marquee Records réédite les trois albums du groupe en CD,,.

### Retour (depuis 2006)
En 2006, le groupe se forme de nouveau et participe au festival torontois 'Day of the Equinox II', leur concert sur DVD, Live Reanimation, n'est, en date de 2014, pas encore paru. Ils font également paraître en 2006, une compilation intitulée 198666. En 2008, ils part pour le Rouge Valley Studio de Toronto pour y enregistrer un nouvel album, The Ones I Condemn, paru en 2009 distribué par le label brésilien Marquee Records,.
Fin 2010, Sacrifice s'associe au groupe de punk rock Propagandhi pour un single format vinyle. Propagandi reprend le titre hardcore/metal crossover de Corrosion of Conformity intitulé Technocracy, et Sacrifice, celui de Rush intitulé Anthem. La reprise de Anthem est présentée en bonus dans l'édition canadienne de The Ones I Condemn. Le 9 août 2011, Sacrifice traverse finalement l'océan Atlantique pour jouer en Europe, et plus précisément au festival Keep It True, en Allemagne. En février 2012, Sacrifice joue à Osaka, au Japon, au festival True Thrash. Sacrifice jouera aussi à l'ouest du Canada. 
Sacrifice organisera une tournée spéciale vingtième anniversaire avec Inertia Entertainment le 27 février 2016 à The Opera House de Toronto. Sacrifice annonce cette même année, un nouvel album, prévu pour 2017.

## Membres

### Membres actuels
- Rob Urbinati − chant, guitare électrique (1983–1993, depuis 2006)
- Joe Rico − guitare (1983–1993, depuis 2006)
- Scott Watts − basse (1983–1993, depuis 2006)
- Gus Pynn − batterie (1985–1990, depuis 2006)

### Anciens membres
- Andrew Banks - batterie (1983)
- John Baldy − chant (1983–1985)
- Craig Boyle − batterie (1983–1985)
- Ernst Flach − batterie (1985)
- Mike Rosenthal − batterie (1990–1993)
- Kevin Wimberley − basse (1993)

## Discographie

### Albums studio
- 1986 : Torment in Fire (Diabolic Force - également réédité au label Metal Blade/Roadrunner
- 1987 : Forward to Termination (Diabolic Force/Metal Blade/Roadrunner/Restless Records
- 1991 : Soldiers of Misfortune  (Fringe Product - également au label Metal Blade)
- 1993 : Apocalypse Inside (Metal Blade)
- 2009 : The Ones I Condemn (Marquee Records Brazil - Sonic Unyon/War on Music/Cyclone Empire)

### Compilation
- 2006 : 198666 (War on Music - édition limitée)

### Singles
- 2010 : Anthem (War on Music - édition limitée, split single avec Propagandhi)

### Démos
- Rehearsal (1984)
- Rehearsal No. 2 (1985)
- The Exorcism (1985), Diabolic Force
- Demo 1987 (1987)
- Demo 1989 (1989)